# 拉乌塞-布尔蓬公馆
拉乌塞-布尔蓬公馆（Hôtel Raousset-Boulbon）是普罗旺斯地区艾克斯的一座历史建筑，位于米拉波大道14号。

## 历史
它建于1660年，业主为勒卡内勋爵、艾克斯高等法院检察总长奥诺雷·德·拉斯卡斯。
1739年由安托万·德·福里斯（Antoine de Fauris）购入。后来成为他的儿子、1746年担任艾克斯高等法院检察总长的儒勒·弗朗索瓦·保罗·法里斯·圣文森斯（1718-1798）的私人住所。后来他的孙子亚历山大·法里斯·圣文森斯（1750-1815）也担任艾克斯高等法院检察总长，1782年成为普罗旺斯市市长（1808年至1809年），也住在这里。
在底楼，有一个前厅，一个可以看到私家花园的大休息室，一间卧室和一间图书馆，以及另外两间房间，出租给法国兴业银行。 底楼还有另一个大休息室，另一个卧室和另一个图书馆，都可以眺望花园。
1983年，该建筑列为法国历史遗迹。